# Rico Verhoeven
Ricardo "Rico" Verhoeven (Bergen op Zoom, Países Bajos; 10 de abril de 1989) es un kickboxer profesional neerlandés que actualmente compite en la categoría de peso pesado de GLORY, donde es actual Campeón de Peso Pesado de Glory. Siendo profesional desde 2004, ha competido en K-1, It's Showtime y SUPERKOMBAT. Desde septiembre de 2023, está posicionado como el mejor kickboxer de peso pesado del mundo según Combat Press y como el kickboxer #6 libra por libra del mundo . Verhoeven ha estado posicionado como el kickboxer número uno de peso pesado del mundo por Combat Press desde septiembre de 2014, cuando los rankings fueron establecidos por primera vez.

## Primeros años
Rico Verhoeven nació en Bergen op Zoom, Países Bajos. Empezó a aprender artes marciales a los cinco años comenzando con Kyokushin, fue entrenado por su padre, que era cinturón negro de Kárate. Después de la transición a kickboxing, Verhoeven empezó a entrenar a la edad de siete años y comenzó a competir contra adultos cuando tenía sólo 16 años, debido a su gran tamaño.

## Carrera de kickboxing

### Glory

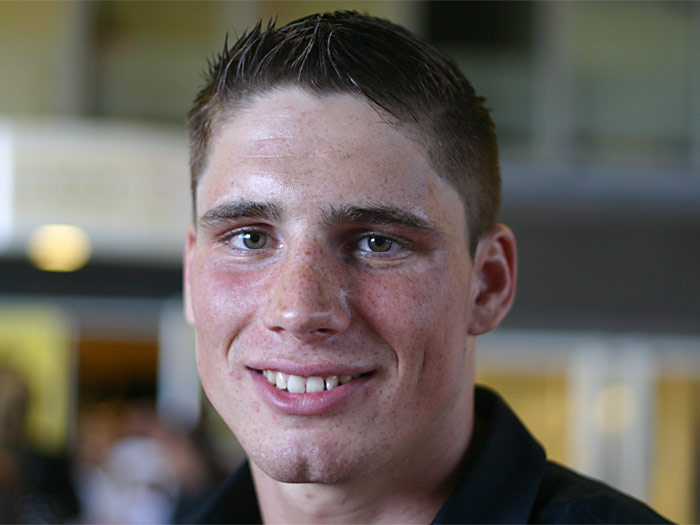
Verhoeven en 2009.

Aunque se esperaba que peleara en el K-1 World Grand Prix de 2012, Verhoeven quedó fuera del torneo. Luego firmó con la promoción rival Glory en octubre de 2012.
Causó una gran sorpresa al ganar el Torneo del Campeonato Mundial de Peso Pesado de Glory 11: Chicago en Hoffman Estates, Illinois, Estados Unidos, en octubre de 2013. Después de tomar una decisión mayoritaria sobre Gökhan Saki en las semifinales, y anotar una caída polémica en la primera ronda, venció a Daniel Ghiţă por decisión unánime en la final.
Tuvo una revancha y derrotó a Daniel Ghiţă por decisión unánime en un combate por el Campeonato Vacante de Peso Pesado de Glory en Glory 17: Los Angeles en Inglewood, California, EE. UU. el 21 de junio de 2014.

#### Pelea contra Badr Hari
La pelea del 10 de diciembre de 2016 contra el ex campeón mundial Badr Hari en GLORY Collision en Oberhausen, Alemania, se consideró un momento decisivo para la carrera de Verhoeven con Badr siendo un peleador muy entretenido, aunque controvertido, que ha sido una fuerza dominante en el kickboxing, que también era más alto (1,98 a 1,96 cm) y tenía una ventaja de alcance sobre Rico. Compitiendo por primera vez en más de un año, Badr prometió que noquearía a Verhoeven en la primera ronda. Con la intención de cumplir su promesa, Badr salió agresivamente en la primera ronda, abriéndole un corte en la nariz a Verhoeven al principio de la pelea, pero se vio obligado a pelear en la parte posterior y no pudo penetrar la defensa de Rico. El campeón de peso pesado de GLORY volvió más agresivo en la segunda ronda, y lo que parecía ser un golpe en la rodilla en el clinch, terminó lesionando el brazo de Hari después del cual no pudo continuar la pelea y Verhoeven anotó la 50ma victoria de su carrera de kickboxing con un TKO.

#### Revancha contra Ben Saddik
Después de derrotar a Ismael Lazaar y Antonio "Bigfoot" Silva con relativa facilidad, Verhoeven peleó contra Jamal Ben Saddik en su sexta defensa del título de peso pesado de Glory el 9 de diciembre de 2017. En una pelea que se ha llamado la pelea más grande en la historia de kickboxing debido al tamaño de los dos concursantes, con Jamal midiendo 6'9, 280 lbs y Rico 6 pies 5 pulgadas y 260 lbs. Jamal derrotó a un joven Rico en su primera pelea en 2011, pero desde entonces ha tenido un récord de 11 triunfos y 6 derrotas, mientras que Rico escaló el ranking libra por libra y se estableció como campeón mundial de kickboxing. Rico venció a Jamal por TKO en la quinta ronda.

#### Verhoeven vs. Ben Saddik III

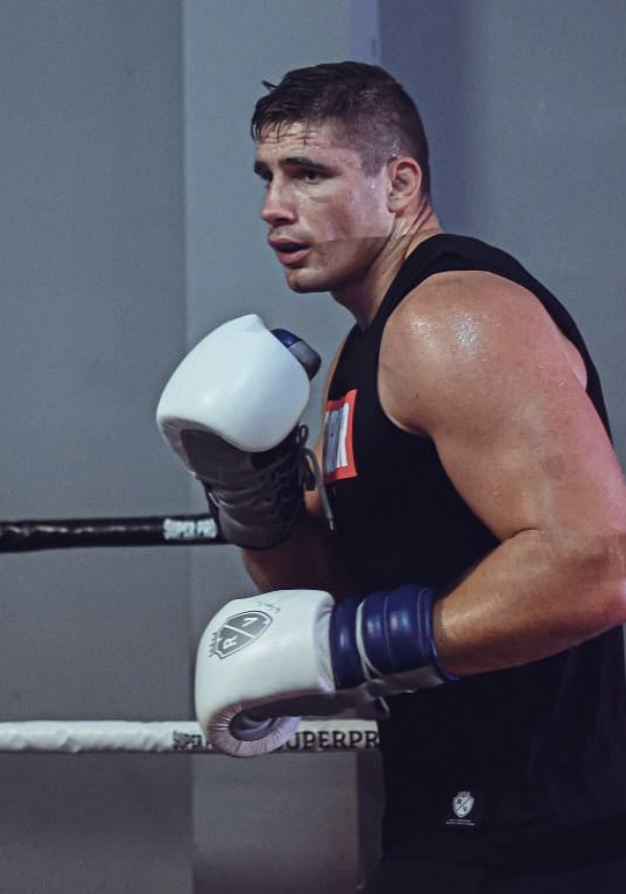
Rico entrenando en 2020.

Se anunció el 23 de agosto de 2021 que Verhoeven haría la décima defensa de su Campeonato de Peso Pesado de Glory contra el ganador del Grand Prix de K-1 de 2010 Alistair Overeem. La pelea fue programada para Glory: Collision 3 el 23 de octubre de 2021. El 7 de octubre, se reveló que Overeem había sufrido una lesión durante el entrenamiento y fue forzado de retirarse de la pelea. Overeem fue reemplazado por Jamal Ben Saddik, quien entró con dos semanas de aviso. Verhoeven derrotó a Ben Saddik por TKO en el cuarto asalto.

#### Verhoeven vs. Gerges IV
El 12 de abril de 2022, se anunció que la siguiente pelea de Verhoeven ocurriría en el evento inaugural de "HIT IT", un show en vivo de entretenimiento y deportes. Aunque se asumía que la pelea sería una exhibición, el 2 de junio se reveló que enfrentaría al ex-Campeón Mundial de Peso Pesado de It's Showtime Hesdy Gerges para cuarta ocasión en su carrera profesional y que Verhoeven había ganando las tres veces anteriores. La cuadrilogía encabezó el evento de "HIT IT", que se llevó a cabo el 29 de octubre de 2022, en el Rotterdam Ahoy. Verhoeven ganó la pelea por TKO en el quinto asalto.

#### Verhoeven vs. Osaro
Verhoeven estaba programado para hacer la undécima defensa de su título de peso pesado de Glory contra Antonio Plazibat. La pelea estaba inicialmente programada para llevarse a cabo a comienzos de 2023, pero fue pospuesta luego de que Verhoeven sufriera una lesión en la rodilla en el entrenamiento.
Verhoeven enfrentó al Campeón Interino de Peso Pesado de Glory Tariq Osaro en una pelea de unificación el 4 de noviembre de 2023, en Glory: Collision 6. Ganó la pelea y unificó el título por decisión unánime.

#### Grand Prix de Peso Pesado de GLORY
Verhoeven enfrentó a Sofian Laidouni en los cuartos de final del Grand Prix de Peso Pesado de Glory el 9 de marzo de 2024. Ganó la pelea por decisión unánime. En las semifinales, Verhoeven enfrentó a Nabil Khachab. Ganó la pelea por decisión unánime. En la final del Grand Prix, Verhoeven enfrentó a Levi Rigters. Ganó la pelea, el Grand Prix y el premio de $500.000 por TKO en el segundo asalto.

#### GLORY: Collision 7
En septiembre de 2024. se anunció que Verhoeven defendería su título de peso pesado de Glory el 7 de diciembre de 2024, en Collision 7 en Arnhem, Países Bajos contra el ganador de la estelar de Glory 95 entre Levi Rigters y Bahram Rajabzadeh. El 8 de noviembre de 2024, se anunció que Verhoeven enfrentaría a Rigters. Rico ganó la pelea por decisión unánime.

## Carrera de artes marciales mixtas
Verhoeven hizo su debut profesional en MMA en RXF 20: Verhoeven vs. Bogutzki en Sibiu, Rumania el 19 de octubre de 2015 derrotando a Viktor Bogutzki por TKO en el primer asalto con puñetazos. Antes de su debut en MMA entrenó en San José, California en el American Kickboxing Academy, donde entrenó con peleadores como Daniel Cormier y Jon Fitch.

## Estilo de pelea
Verhoeven es alto y muy atlético para un peleador de su talla. Además de sus dotes físicas, es un peleador inteligente. Tiene un amplio arsenal de ataques, sobre todo sus poderosas low kicks, y una defensa apretadas. Además trabajó estrechamente con el campeón mundial Lineal y de la WBC Tyson Fury, a quien atribuye haber convertido su jab en la efectiva arma que es ahora.

## Vida personal
Verhoeven y su exesposa, Jacky Duchenne, tienen juntos dos hijas (n. 2011 y 2015) y un hijo (n. 2017).

### Actuación
Verhoeven hizo su debut en el cine en un pequeño rol junto a Alain Moussi en la secuela Kickboxer: Retaliation.

## Campeonatos y logros

### Kickboxing
- Glory
  - Campeón del Torneo de Campeonato de Peso Pesado (+95 kg/209 lb) de Glory
  - Campeonato de Peso Pesado de Glory (Una vez; actual)
    - Doce defensas titulares exitosas

  - Peleador del Año 2017 de Glory[36]
  - Nocaut del Año 2017 de Glory vs. Jamal Ben Saddik.[37]
  - Highlight del Año 2019 de Glory[38]
  - Ganador del Torneo de Peso Pesado de 2021 de Glory 77[39]
  - Ganador del Grand Prix de Peso Pesado de Glory de 2024[23]
- Liverkick.com
  - Peleador del Año 2017[40]
- Kickboxingplanet.com
  - Kickboxer del Año 2016[41]
- Bloody Elbow.com
  - Kickboxer del Año 2013[42]

## Récord en Kickboxing
| Récord en Kickboxing (Incompleto)                                     | Récord en Kickboxing (Incompleto) | Récord en Kickboxing (Incompleto) | Récord en Kickboxing (Incompleto)                                          | Récord en Kickboxing (Incompleto)         | Récord en Kickboxing (Incompleto)   | Récord en Kickboxing (Incompleto) | Récord en Kickboxing (Incompleto) |
| --------------------------------------------------------------------- | --------------------------------- | --------------------------------- | -------------------------------------------------------------------------- | ----------------------------------------- | ----------------------------------- | --------------------------------- | --------------------------------- |
| 65 Victorias (21 (T)KOs), 10 Derrotas                                 |                                   |                                   |                                                                            |                                           |                                     |                                   |                                   |
| Fecha                                                                 | Resultado                         | Oponente                          | Evento                                                                     | Localización                              | Método                              | Ronda                             | Tiempo                            |
| 07-12-2024                                                            | Victoria                          | Levi Rigters                      | Glory Collision 7                                                          | Arnhem, Países Bajos                      | Decisión (Unánime)                  | 5                                 | 3:00                              |
| Retuvo el Campeonato de Peso Pesado de Glory.                         |                                   |                                   |                                                                            |                                           |                                     |                                   |                                   |
| 09-03-2024                                                            | Victoria                          | Levi Rigters                      | Glory Heavyweight Grand Prix                                               | Arnhem, Países Bajos                      | TKO (Cuatro knockdowns)             | 2                                 | 2:59                              |
| Ganó el Grand Prix de Peso Pesado de Glory de 2024.                   |                                   |                                   |                                                                            |                                           |                                     |                                   |                                   |
| 09-03-2024                                                            | Victoria                          | Nabil Khachab                     | Glory Heavyweight Grand Prix                                               | Arnhem, Países Bajos                      | Decisión (Unánime)                  | 3                                 | 3:00                              |
| Semi-final del Grand Prix de Peso Pesado de Glory.                    |                                   |                                   |                                                                            |                                           |                                     |                                   |                                   |
| 09-03-2024                                                            | Victoria                          | Sofian Laidouni                   | Glory Heavyweight Grand Prix                                               | Arnhem, Países Bajos                      | Decisión (Unánime)                  | 3                                 | 3:00                              |
| Cuartos de final del Grand Prix de Peso Pesado de Glory.              |                                   |                                   |                                                                            |                                           |                                     |                                   |                                   |
| 04-11-2023                                                            | Victoria                          | Kevin Tariq Osaro                 | Glory Collision 6                                                          | Arnhem, Países Bajos                      | Decisión (Unánime)                  | 5                                 | 3:00                              |
| Defendió y unificó el Campeonato Indiscutido de Peso Pesado de Glory. |                                   |                                   |                                                                            |                                           |                                     |                                   |                                   |
| 2022-10-29                                                            | Victoria                          | Hesdy Gerges                      | HIT IT                                                                     | Róterdam, Países Bajos                    | TKO (Golpes)                        | 5                                 | 1:58                              |
| 2021-10-23                                                            | Victoria                          | Jamal Ben Saddik                  | Glory Collision 3                                                          | Arnhem, Países Bajos                      | TKO (Golpes)                        | 4                                 | 0:56                              |
| Retuvo el Campeonato de Peso Pesado de Glory.                         |                                   |                                   |                                                                            |                                           |                                     |                                   |                                   |
| 2021-01-30                                                            | Victoria                          | Tarik Khbabez                     | Glory 77: Rotterdam Final                                                  | Róterdam, Países Bajos                    | TKO (Paro de la esquina/Lesión)     | 1                                 | 3:00                              |
| Ganó el Torneo de Peso Pesado de Glory 77.                            |                                   |                                   |                                                                            |                                           |                                     |                                   |                                   |
| 2021-01-30                                                            | Victoria                          | Hesdy Gerges                      | Glory 77: Rotterdam Semi Final                                             | Róterdam, Países Bajos                    | Decisión (Unánime)                  | 3                                 | 3:00                              |
| 2019-12-21                                                            | Victoria                          | Badr Hari                         | Glory Collision 2                                                          | Arnhem, Países Bajos                      | TKO (Lesión de pierna)              | 3                                 | 0:59                              |
| Retuvo el Campeonato de Peso Pesado de Glory.                         |                                   |                                   |                                                                            |                                           |                                     |                                   |                                   |
| 2018-09-29                                                            | Victoria                          | Guto Inocente                     | Glory 59: Amsterdam                                                        | Ámsterdam, Países Bajos                   | Decisión (Unánime)                  | 5                                 | 3:00                              |
| Retuvo el Campeonato de Peso Pesado de Glory.                         |                                   |                                   |                                                                            |                                           |                                     |                                   |                                   |
| 2018-06-02                                                            | Victoria                          | Mladen Brestovac                  | Glory 54: Birmingham                                                       | Birmingham, Inglaterra                    | Decisión (Unánime)                  | 5                                 | 3:00                              |
| Retuvo el Campeonato de Peso Pesado de Glory.                         |                                   |                                   |                                                                            |                                           |                                     |                                   |                                   |
| 2017-12-09                                                            | Victoria                          | Jamal Ben Saddik                  | Glory 49: Rotterdam                                                        | Róterdam, Países Bajos                    | TKO (Patada a la cabeza y Golpes)   | 5                                 | 1:10                              |
| Retuvo el Campeonato de Peso Pesado de Glory.                         |                                   |                                   |                                                                            |                                           |                                     |                                   |                                   |
| 2017-10-14                                                            | Victoria                          | Antônio Silva                     | Glory 46: China                                                            | Guangzhou, China                          | TKO (Paro del réferi)               | 2                                 | 0:43                              |
| 2017-05-20                                                            | Victoria                          | Ismael Lazaar                     | Glory 41: Holland                                                          | Den Bosch, Netherlands                    | Decisión (Unánime)                  | 5                                 | 3:00                              |
| 2016-12-10                                                            | Victoria                          | Badr Hari                         | Glory 36: Oberhausen                                                       | Oberhausen, Alemania                      | TKO (Lesión de brazo)               | 2                                 | 1:22                              |
| 2016-09-09                                                            | Victoria                          | Anderson Silva                    | Glory 33: New Jersey                                                       | Trenton, New Jersey, USA                  | TKO (Regla de los 3 knockdowns)     | 2                                 | 2:57                              |
| Retuvo el Campeonato de Peso Pesado de Glory.                         |                                   |                                   |                                                                            |                                           |                                     |                                   |                                   |
| 2016-03-12                                                            | Victoria                          | Mladen Brestovac                  | Glory 28: Paris                                                            | París, Francia                            | Decisión (Unánime)                  | 5                                 | 3:00                              |
| Retuvo el Campeonato de Peso Pesado de Glory.                         |                                   |                                   |                                                                            |                                           |                                     |                                   |                                   |
| 2015-12-04                                                            | Victoria                          | Benjamin Adegbuyi                 | Glory 26: Amsterdam                                                        | Ámsterdam, Países Bajos                   | KO (Gancho derecho)                 | 1                                 | 2:12                              |
| Retuvo el Campeonato de Peso Pesado de Glory.                         |                                   |                                   |                                                                            |                                           |                                     |                                   |                                   |
| 2015-06-05                                                            | Victoria                          | Benjamin Adegbuyi                 | Glory 22: Lille                                                            | Lille, Francia                            | Decisión (Unánime)                  | 5                                 | 3:00                              |
| Retuvo el Campeonato de Peso Pesado de Glory.                         |                                   |                                   |                                                                            |                                           |                                     |                                   |                                   |
| 2015-02-06                                                            | Victoria                          | Errol Zimmerman                   | Glory 19: Virginia                                                         | Hampton, Virginia, Estados Unidos         | TKO (Lesión de pierna)              | 2                                 | 2:17                              |
| Retuvo el Campeonato de Peso Pesado de Glory.                         |                                   |                                   |                                                                            |                                           |                                     |                                   |                                   |
| 2015-01-03                                                            | Derrota                           | Andrey Gerasimchuk                | Kunlun Fight 15                                                            | Nankín, China                             | Decisión (Unánime)                  | 3                                 | 3:00                              |
| 2014-06-21                                                            | Victoria                          | Daniel Ghiță                      | Glory 17: Los Angeles                                                      | Inglewood, California, Estados Unidos     | Decisión (Unánime)                  | 5                                 | 3:00                              |
| Ganó el Campeonato de Peso Pesado de Glory.                           |                                   |                                   |                                                                            |                                           |                                     |                                   |                                   |
| 2013-12-21                                                            | Victoria                          | Peter Aerts                       | Glory 13: Tokyo                                                            | Tokio, Japón                              | Decisión (Dividida)                 | 3                                 | 3:00                              |
| 2013-10-12                                                            | Victoria                          | Daniel Ghiță                      | Glory 11: Chicago - Heavyweight World Championship Tournament, Final       | Hoffman Estates, Illinois, Estados Unidos | Decisión (Unánime)                  | 3                                 | 3:00                              |
| Ganó el torneo de Campeonato de Peso Pesado de Glory.                 |                                   |                                   |                                                                            |                                           |                                     |                                   |                                   |
| 2013-10-12                                                            | Victoria                          | Gökhan Saki                       | Glory 11: Chicago - Heavyweight World Championship Tournament, Semi Finals | Hoffman Estates, Illinois, Estados Unidos | Decisión (Mayoritaria)              | 3                                 | 3:00                              |
| 2013-06-22                                                            | Victoria                          | Errol Zimmerman                   | Glory 9: New York                                                          | New York, Estados Unidos                  | Decisión (Mayoritaria)              | 3                                 | 3:00                              |
| 2013-04-20                                                            | Victoria                          | Jhonata Diniz                     | Glory 7: Milan                                                             | Milán, Italia                             | Decisión (Unánime)                  | 3                                 | 3:00                              |
| 2012-12-31                                                            | Derrota                           | Semmy Schilt                      | Glory 4: Tokyo - Heavyweight Grand Slam Tournament, Quarter Finals         | Saitama, Japón                            | Decisión (Unánime)                  | 2                                 | 2:00                              |
| 2012-12-31                                                            | Victoria                          | Sergei Kharitonov                 | Glory 4: Tokyo - Heavyweight Grand Slam Tournament, First Round            | Saitama, Japan                            | Decisión (Unánime)                  | 2                                 | 2:00                              |
| 2012-06-30                                                            | Victoria                          | Hesdy Gerges                      | Music Hall & BFN Group present: It's Showtime 57 & 58                      | Bruselas, Bélgica                         | Decisión                            | 3                                 | 3:00                              |
| 2012-05-27                                                            | Derrota                           | Serhiy Lashchenko                 | K-1 World MAX 2012 World Championship Tournament Final 16, Super Fight     | Madrid, España                            | Decisión en asalto extra (Dividida) | 4                                 | 3:00                              |
| 2012-03-17                                                            | Victoria                          | Ben Edwards                       | Capital Punishment 5                                                       | Canberra, Australia                       | Decisión                            | 3                                 | 3:00                              |
| 2012-01-28                                                            | Derrota                           | Errol Zimmerman                   | It's Showtime 2012 in Leeuwarden                                           | Leeuwarden, Netherlands                   | KO (uppercut izquierdo)             | 1                                 | 0:59                              |
| 2011-11-17                                                            | Victoria                          | Hesdy Gerges                      | SUPERKOMBAT Fight Club                                                     | Oradea, Romania                           | Decisión (Dividida)                 | 3                                 | 3:00                              |
| 2011-06-18                                                            | Victoria                          | Raemon Welboren                   | Thaiboksgala BlokhuispoortKickboxing                                       | Leeuwarden, Netherlands                   | Decisión                            | 3                                 | 3:00                              |
| 2011-05-21                                                            | Victoria                          | Justice Smith                     | SUPERKOMBAT World Grand Prix I 2011, Reserve Fight                         | Bucarest, Rumania                         | TKO (Paro del réferi)               | 1                                 | N/A                               |
| 2011-03-06                                                            | Derrota                           | Jamal Ben Saddik                  | It's Showtime Sporthallen Zuid                                             | Ámsterdam, Países Bajos                   | TKO (Paro de la esquina)            | 2                                 | 1:00                              |
| 2010-12-18                                                            | Victoria                          | Frank Muñoz                       | Fightclub presents: It's Showtime 2010                                     | Ámsterdam, Países Bajos                   | Decisión (Unánime)                  | 3                                 | 3:00                              |
| 2010-10-09                                                            | Victoria                          | Michael Duut                      | Ring Rage Part 5                                                           | Assen, Netherlands                        | Decisión                            | 3                                 | 3:00                              |
| 2010-09-12                                                            | Victoria                          | Ricardo van den Bos               | Fightingstars presents: It's Showtime 2010                                 | Ámsterdam, Países Bajos                   | Decisión (Unánime)                  | 3                                 | 3:00                              |
| 2010-05-29                                                            | Victoria                          | Dzevad Poturak                    | It's Showtime 2010 Amsterdam                                               | Ámsterdam, Países Bajos                   | Decisión (Unánime)                  | 3                                 | 3:00                              |
| 2010-03-07                                                            | Victoria                          | Alex Novovic                      | Time For Action presents: Team SuperPro 10 Year Anniversary                | Nijmegen, Países Bajos                    | TKO (Paro del réferi)               | 2                                 | 3:00                              |
| 2010-01-30                                                            | Victoria                          | Mutlu Karabulut                   | Beast of the East                                                          | Zutphen, Países Bajos                     | Decisión (Unánime)                  | 3                                 | 3:00                              |
| 2009-11-21                                                            | Victoria                          | Jantje Siersema                   | It's Showtime 2009 Barneveld                                               | Barneveld, Países Bajos                   | KO (Rodillazo izquierdo al cuerpo)  | 1                                 | N/A                               |
| 2009-10-24                                                            | Derrota                           | Rustemi Kreshnik                  | It's Showtime 2009 Lommel                                                  | Lommel, Bélgica                           | Decisión en asalto extra            | 4                                 | 3:00                              |
| 2009-08-11                                                            | Derrota                           | Brice Guidon                      | K-1 World GP 2009 Tokyo, Quarter Finals                                    | Tokio, Japón                              | Decisión                            | 3                                 | 3:00                              |
| 2009-08-29                                                            | Victoria                          | Gábor Meiszter                    | It's Showtime 2009 Budapest                                                | Budapest, Hungría                         | Decisión                            | 3                                 | 3:00                              |
| 2009-06-13                                                            | Derrota                           | Ismael Londt                      | Gentlemen Promotions                                                       | Tilburg, Netherlands                      | Decisión (Unánime)                  | 3                                 | 3:00                              |
| 2009-05-16                                                            | Victoria                          | Ricardo Fyeet                     | It's Showtime 2009 Amsterdam                                               | Ámsterdam, Países Bajos                   | Decisión                            | 3                                 | 3:00                              |
| 2009-03-18                                                            | Victoria                          | Filip Verlinden                   | Fights at the Border presents: It's Showtime 2009                          | Amberes, Bélgica                          | Decisión                            | 3                                 | 3:00                              |
| 2009-03-14                                                            | Victoria                          | Petar Majstorovic                 | Oktagon presents: It's Showtime 2009                                       | Milán, Italia                             | Decisión                            | 3                                 | 3:00                              |
| 2008-11-29                                                            | Victoria                          | Dennis Stolzenbach                | It's Showtime 2008 Eindhoven                                               | Eindhoven, Países Bajos                   | Decisión                            | 3                                 | 3:00                              |
| 2008-08-09                                                            | Victoria                          | Koichi Watanabe                   | K-1 World GP 2008 Hawaii, Super Fight                                      | Honolulu, Hawái                           | Decisión                            | 3                                 | 3:00                              |
| 2008-04-26                                                            | Victoria                          | Christiano Delgado                | K-1 World GP 2008 Amsterdam, Opening Fight                                 | Ámsterdam, Países Bajos                   | Decisión                            | 3                                 | 3:00                              |
| 2008-02-17                                                            | Victoria                          | Redouan Abdelloui                 | K-1 MAX Netherlands 2008, Super Fight                                      | Utrecht, Países Bajos                     | Decisión                            | 3                                 | 3:00                              |
| 2007-12-16                                                            | Victoria                          | Brunon Sokołowski                 | Oss Muay Thai                                                              | Oss, Netherlands                          | Decisión                            | 3                                 | 3:00                              |
| 2007-05-13                                                            | Derrota                           | Said Eljajaui                     | Fight Night Veghel B Tournament, Quarter Finals                            | Veghel, Netherlands                       | Decisión (Unánime)                  | 3                                 | 2:00                              |
| 2007-03-24                                                            | Victoria                          | Zoltán Tóth                       | WFCA Muay thai gala, Zuidwest hallen                                       | Roosendaal, Netherlands                   | Decisión (Unánime)                  | 5                                 | 2:00                              |
| 2006-10-15                                                            | Derrota                           | Brian Douwes                      | Top Team Beverwijk Muay thai gala                                          | Beverwijk, Netherlands                    | Decisión (Unánime)                  | 5                                 | 2:00                              |
| 2006-04-09                                                            | Victoria                          | Reduan Abdellaoui                 | K.O.C. III                                                                 | Goes, Netherlands                         | Decisión (Unánime)                  | 3                                 | 1:30                              |
| 2006-02-03                                                            | Victoria                          | Chris van den Ouweland            | Thaiboxing Gala, Zuidwesthallen                                            | Roosendaal, Netherlands                   | KO                                  | 3                                 | N/A                               |
| 2005-11-26                                                            | Victoria                          | Stijn van Tatenhove               | Thaiboxing Gala, Zuidwesthallen                                            | Roosendaal, Netherlands                   | Decisión                            | 3                                 | 2:00                              |
| 2005-05-29                                                            | Victoria                          | Sander Duyvis                     | Gala in Zonnehuis                                                          | Ámsterdam, Países Bajos                   | Decisión                            | 3                                 | 2:00                              |
| 2005-04-30                                                            | Victoria                          | Wilbert Dam                       | Impact in de Zuidwesthallen                                                | Roosendaal, Netherlands                   | KO                                  | 2                                 | 1:56                              |

## Récord en boxeo profesional
| Récord profesional | Récord profesional | Récord profesional |
| 1 pelea            | 1 victorias        | 0 derrotas         |
| ------------------ | ------------------ | ------------------ |
| Nocaut             | 1                  | 0                  |

| N.º | Resultado | Récord | Oponente      | Método | Ronda, tiempo | Fecha               | Localización               | Notas |
| --- | --------- | ------ | ------------- | ------ | ------------- | ------------------- | -------------------------- | ----- |
| 1   | Victoria  | 1–0    | János Finfera | KO     | 2 (4), 1:40   | 26 de abril de 2014 | Darmstadt, Hesse, Alemania |       |

## Récord en artes marciales mixtas
| Récord profesional | Récord profesional | Récord profesional |
| 1 pelea            | 1 victoria         | 0 derrotas         |
| ------------------ | ------------------ | ------------------ |
| Nocaut             | 1                  | 0                  |

| Resultado | Récord | Oponente        | Método       | Evento                         | Fecha                 | Ronda | Tiempo | Localización   | Notas |
| --------- | ------ | --------------- | ------------ | ------------------------------ | --------------------- | ----- | ------ | -------------- | ----- |
| Victoria  | 1–0    | Viktor Bogutzki | TKO (golpes) | RXF 20: Verhoeven vs. Bogutzki | 19 de octubre de 2015 | 1     | 2:11   | Sibiu, Rumania |       |

## Filmografía
| Año  | Título                    | Rol         | Notas                                                              |
| ---- | ------------------------- | ----------- | ------------------------------------------------------------------ |
| 2015 | Bluf                      | Davey       |                                                                    |
| 2019 | Hotboxin' with Mike Tyson | Él mismo    | Episodio: "Champions Henry Cejudo, Kamaru Usman, & Rico Verhoeven" |
| 2019 | Makkelijk Scoren          | Huisdichter |                                                                    |

| Año  | Título                                  | Rol                             | Notas |
| ---- | --------------------------------------- | ------------------------------- | ----- |
| 2015 | Vechtershart                            | Tony Corella                    |       |
| 2018 | De Film van Dylan Haegens               | Diederik-Jan                    |       |
| 2018 | Kickboxer: Retaliation                  | Moss                            |       |
| 2019 | Don Diego Poeder - Fight, Honor, Legacy | Campeón de Peso Pesado de Glory |       |